# CP-symmetri
CP-symmetri (Charge Parity symmetri) er en kombineret ladnings- og spejlingssymmetri der postulerer, at fysikkens love bør være de samme, hvis en partikel blev byttet ud med sin antipartikel (C-symmetri eller ladningssymmetri), og alle rumkoordinater blev spejlet (P-symmetri eller spejlingssymmetri).

En CP-krænkelse er et brud af denne symmetri, som blev opdaget i 1964 under nedbrydning af den neutrale kaon. Denne opdagelse førte til at James Cronin og Val Fitch modtog Nobelprisen i fysik i 1980.
Symmetri-bruddet spiller en vigtig rolle både i hvordan kosmologien forsøger at forklare, hvorfor stof dominerer over antistof i universet, og i studiet af svage vekselvirkninger i partikelfysik.